# Antonio Cappelli (1868-1939)
Antonio Cappelli (Grosseto, 22 ottobre 1868 – Grosseto, 28 luglio 1939) è stato un presbitero, storico e bibliotecario italiano.

## Biografia
Antonio Cappelli, nato a Grosseto il 22 ottobre 1868 e ordinato sacerdote nel 1895 a Roma, dove compì studi letterari, fu uno dei personaggi culturalmente più in vista della Grosseto del primo Novecento. Ebbe il titolo di monsignore.
Nel 1900 Cappelli venne nominato canonico della cattedrale di Grosseto direttamente da re Umberto I, mentre nel 1902 entrò a fare parte del Consiglio di direzione della Biblioteca comunale Chelliana e del Museo civico archeologico, istituzione a cui donò opuscoli, collezioni e reperti archeologici. Negli anni venti fu insegnante al liceo classico "Carducci-Ricasoli", e nel 1923 assunse la carica di direttore della biblioteca, del museo civico e della pinacoteca che, per suo interessamento, vennero trasferiti nel palazzo dell'ex seminario Mensini in via Mazzini. Durante la direzione di Cappelli (1923-39), il patrimonio librario della Chelliana crebbe notevolmente; grazie ad acquisti e donazioni si raggiunse, infatti, una consistenza di circa 60 000 volumi.
Nel 1924 fondò a Grosseto la "Società storica maremmana", prima istituzione di studi storici della città, del cui bollettino assunse inoltre la carica di direttore dal 1928.
Studioso appassionato di archeologia, il canonico Cappelli fu nominato ispettore onorario dei Monumenti degli scavi ed oggetti di antichità e d'arte per il mandamento di Grosseto e Scansano (1931) ed è uno dei più entusiasti promotori per un allestimento di un museo diocesano. Contribuì alla realizzazione del museo con un notevole impegno personale e con la donazione della sua collezione di opere d'arte: la questione fu esaminata per la prima volta nell'adunanza del capitolo della cattedrale il 30 giugno 1928, ma solo tre anni dopo fu presentato un progetto per ricavare i locali del museo all'interno della sacrestia del duomo; il progetto, approvato nel 1932, prevedeva una spesa di circa 40 000 lire e il Cappelli dichiarò di essere disposto ad accollarsi parte delle spese. Il 9 agosto 1933, alla presenza del vescovo Paolo Galeazzi e dell'arcivescovo Gustavo Matteoni, Cappelli poté inaugurare il Museo d'arte sacra della diocesi di Grosseto.
Il canonico, fra il 1924 e il 1936, fu anche direttore della rivista «Maremma», su cui comparirono molti suoi contributi di studio, fra cui Scarlino nella storia e nei rapporti col vescovo di Grosseto per la colonia israelita (1929), Le elezioni politiche nel collegio di Grosseto per la X legislatura e Francesco Domenico Guerrazzi (1930), nonché numerose recensioni.
Monsignor Cappelli morì il 28 luglio 1939.

## Opere (parziale)
Gli studi storici di Antonio Cappelli spaziavano dall'archeologia all'architettura, e tentavano di scrivere e approfondire, spesso per la prima volta, aspetti legati alle vicende storiche di Grosseto e della Maremma. Collaborò agli «Annuari» del Regio liceo classico "Carducci-Ricasoli".
- Castelli, monasteri e chiese già esistenti nel territorio grossetano (1910)
- Lodovico il Bavaro e l'assedio di Grosseto (1925)
- Grosseto nei primordi del Risorgimento italiano (1927)
- Grosseto nella prima guerra del Risorgimento (1928)
- Grosseto dal 1859 al plebiscito del 1860 (1929)
- Abbazia alborense o di San Rabano (1938)